# Enrico Vio
Enrico Vio (Veneza, 6 de fevereiro de 1874 —  São Paulo, 22 de novembro de 1960) foi um pintor, desenhista e professor universitário ítalo-brasileiro. 

## História
Realizou seus estudos de arte e pintura na Academia de Belas Artes de Veneza, tendo como mestres Ettore Tito e Guglielmo Ciardi, dois importantes pintores italianos. Na Itália, entre os anos de 1904 e 1908, realizou exposições nas cidades de Veneza, Milão e Turim.
Decide emigrar para o Brasil e, depois de uma breve estada em Minas Gerais, estabelece-se na capital paulista em 1911, onde se torna professor do Liceu de Artes e Ofícios de São Paulo e do Liceu Dante Alighieri. A partir de 1929, é nomeado professor titular da Escola Politécnica da Universidade de São Paulo.